# Avatsara

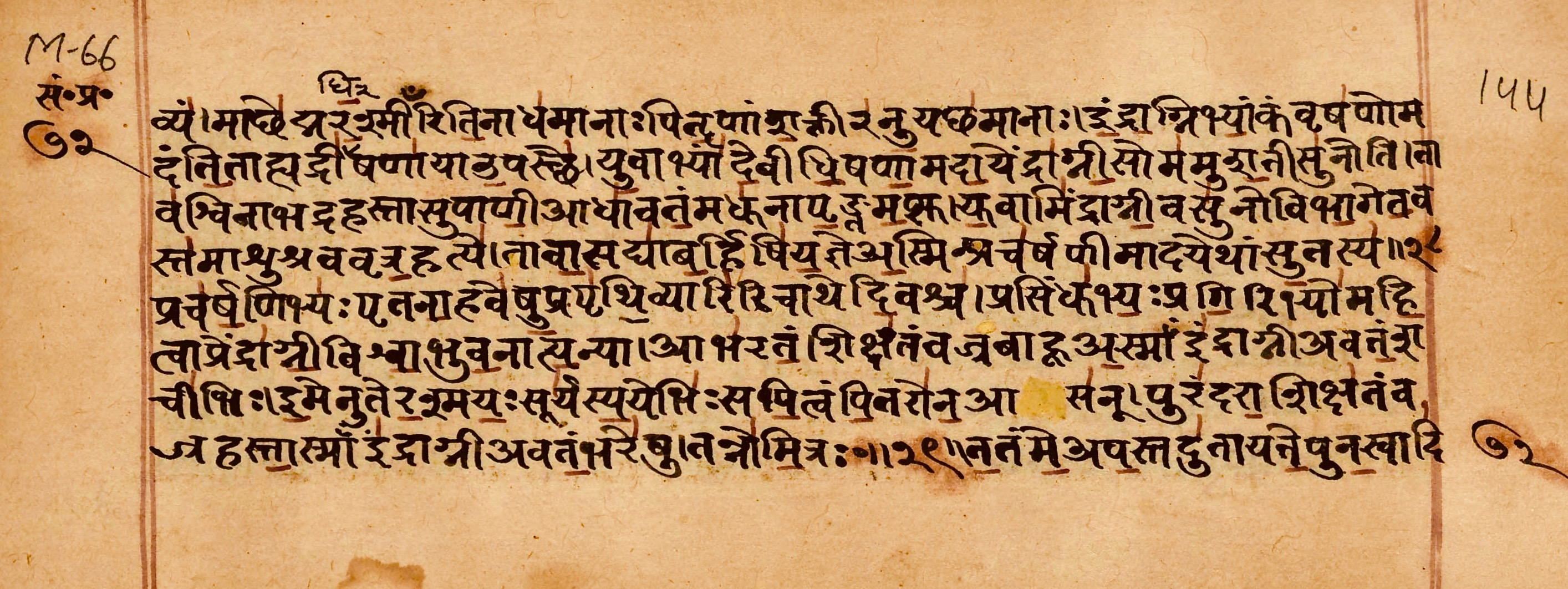
Imagem de trecho de um manuscrito da Rigueveda.

Avatsara foi um rixi do Rigueveda. Seu nome aparece pela primeira vez na Quinta Mandala, que é mais antiga que a Segunda Mandala.

## Contexto
Avatsara é o principal poeta do Sucta 44 da Quinta Mandala do Rigueveda, hino dirigido às divindades riguevédicas, os Visuedevas. Ele é mais conhecido pelo conjunto de oito hinos de quatro mantras, cada um aparecendo no Rigueveda viz. Os Suctas IX.53 a IX.60, e também no Samaveda (SV.757, SV.1717). Ele era o Hotr dos deuses. Ele havia encantado Agni pela oblação de seis sílabas – ó Agni, desfrute da oblação, e foi libertado. De acordo com Satiasada (21.3.13), os parvaras dos Caxiapas consistem em três rixis – ancestrais: – Caxiapa, Avatsara e Naidruva. Existem oito rixis notáveis pertencentes à família de Caxiapa – Caxiapa, Avatsara, Nidurva, Reba, Devala, Asita, Butansa e Vivra; dois filhos sem nome de Reba também foram autores de hinos riguevédicos.